# Кузнецово (Алтайский край)
Кузнецово ― село в Курьинском районе Алтайского края, административный центр Кузнецовского сельсовета.

## Расположение, природа, климат
Село Кузнецово расположено на северо-западе Курьинского района, на юге Алтайского края на реке Поперечная (приток Алея).
Границы села с севера на юг имеют протяженность 3,5 км. Село находится на территории Предалтайской равнины и соответствует характеристикам равнинной местности Алтайского края. В окрестностях села есть месторождения щебня и строительных минералов.
Климат континентальный. Средняя температура января −15,1ºС, а июля +19,1ºС. Абсолютный минимум −49 ºС, абсолютный максимум +38ºС.
Среднее количество осадков за год 576 мм. Ветра имеют преобладающее западне и юго-западное направления.
Село Кузнецово расположено в зоне злаково-разнотравных луговых степей. Деревья: клен, береза, тополь, ива, черемуха.
Животный мир представляют зайцы, волки, лисы, лоси, барсуки, косуля, ежи, а также колонок, ласка, бобр, крот и другие мелкие животные.
Птицы: сова, дятел, куропатка, перепелка, журавль, воробей, снегирь, коршун, соловей, скворец, ласточка, синица, голубь.

## История
По рассказам старожилов, село назвали по имени сосланного из европейской части России конокрада Кузнецова, построившего мельницу на месте будущего села, она сохранялась в рабочем состоянии вплоть до 1928 года. Изначально место заселения называлось заселок Кузнецовский.
Согласно книге «Список населенных мест Алтайского края» Ю. С. Булыгина, с. Кузнецово (п. Кузнецовский, д. Кузнецова) на р. Поперечная, встречается в переписных листах в 1886 году. Эту дату принято считать официальной датой. Веолятно, ранее деревня существовала, но официальных подтверждений этого факта нет.
Справочник административно-территориальных изменений на Алтае за 1917—1980, изданный в Барнауле в 1987 году свидетельствует, что в деревне, а потом и в селе, несколько изменялась территориальная принадлежность. Она относилась к Курьинскому району Западно-Сибирский края, затем к Покровскому, Поспелихинскому, Краснощековскому районам:
- Курьинская в., Змеиногорский у., Алтайская губ. — с 04.08.20 (Пост. Сибревкома от 04.08.20);
- Курьинская в., Рубцовский у. — с 09.11.22 (Пост. ВЦИК от 09.11.22);
- Курьинский р-н, Рубцовский у. — с 27.05.24 (Пост. Сибревкома от 27.05.24);
- Курьинский р-н, Рубцовский у., Сибирский кр. — с 25.05.25 (Пост. ВЦИК от 25.05.25);
- Курьинский р-н, Западно-Сибирский кр. — с 30.07.30 (Пост. ВЦИК ог 30.07.30);
- Покровский р-н, Западно-Сибирский кр. — с 01.10.33 (Пост. ВЦИК от 01. 10.33);
- Краснощековский р-н — с 18.01.35 (Пост. ВЦИК от 18.01.35);
- Курьинский р-н — с 23.02.35 (Пост. През. ЗС КИК Л" 221 от 23.02.35);
- Курьинский р-н, Алтайский кр. — с 28. 09. 37 (Пост. ЦИК СССР от 28.09.37);
- Поспелихинский сельский р-н — с 01.02.63 (Указ През. ВС РСФСР от 01.02.63);

В Списке населенных мест Томской губернии за 1899 г. с. Кузнецовское числилось в составе Курьинской волости Змеиногорского уезда. В нем 271 крестьянский двор, 4 не крестьянских, 1061 житель мужского пола, 1075 женского. Расположено по обе стороны р. Поперечной. В селе православная Покровская церковь.
По другим данным в деревню Кузнецова Алейской волости Бийского округа прибыли 30 семей переселенцев из Белоруссии, Воронежской, Рязанской и Тамбовской губерний. По ревизским сказкам 1884 г. в деревне было 277 хозяйств и в них насчитывалось 260 жителей. Число жителей выросло за счет притока новых поселенцев. В деревне имелись: хлебный магазин, маслодельня, мельница, торговая лавка и казенное питейное заведение.
Есть сведения о погибших воинах, родившихся в 1902 г. в деревне Кузнецово Курьинского района.

## Памятники культуры
В селе были построены две церкви:
- Церковь деревянная однопрестольная во имя Покрова Пресвятая была построена в 1897 году, закрыта в 1926 году.[5] На месте церкви (территория бывшего колхоза им. ЦК КПСС), на разрушенном фундаменте поставлен памятный знак ― крест. (Документы по истории церквей и вероисповеданий в Алтайском крае (XVII-началоXX вв.).-Барнаул, 1997.-С.379).
- О второй церкви, предположительно Дмитриевской, данных не сохранилось. На том месте, где раньше располагалась Дмитриевская церковь, поставлена и освящена часовня.[6]

## Население
| 1997 | 1998 | 1999 | 2000 | 2001 | 2002 | 2003 |
| ---- | ---- | ---- | ---- | ---- | ---- | ---- |
| 820  | ↘794 | ↗798 | ↗800 | ↘799 | ↘728 | ↘717 |
| 2004 | 2005 | 2006 | 2007 | 2008 | 2009 | 2010 |
| ↗718 | ↗723 | ↘707 | ↘705 | ↘698 | ↗701 | ↘606 |
| 2011 | 2012 | 2013 | 2014 | 2015 | 2016 | 2017 |
| ↘605 | ↘593 | ↘577 | ↘548 | ↘533 | ↘523 | ↘509 |
| 2018 | 2019 | 2020 | 2021 |      |      |      |
| ↘493 | ↘482 | ↘463 | ↘443 |      |      |      |

## Инфраструктура
В настоящее время в селе семь улиц. До настоящего дня стоят дома бывших купцов, их более 12. В трех бывших купеческих жилищах располагаются детский сад, магазина, сельсовет и ФАП находятся в бывших купеческих домах, в остальных домах проживают сельчане.
Работает сеть магазинов, есть Дом культуры, "МКОУ "Кузнецовская общеобразовательная школа., ЗАО «Совхоз Краснознаменский».